# Guisane
De Guisane is een 27,7 kilometer lange rivier in Zuidoost-Frankrijk. Zij ontspringt in de gemeente Le Monêtier-les-Bains in de buurt van de Col du Lautaret. De Guisane stroomt door het departement Hautes-Alpes via Le Monêtier-les-Bains, La Salle les Alpes, Saint-Chaffrey en mondt in Briançon uit in de Durance.